# Centoneri

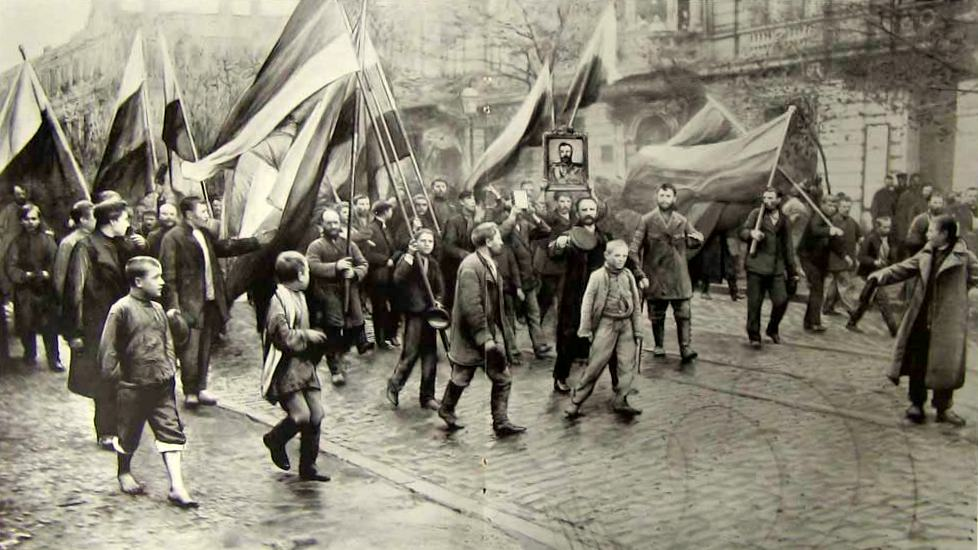
Manifestazione dei Centoneri svoltasi ad Odessa nel 1905: uno dei partecipanti innalza il ritratto dello zar Nicola II.

Le Centurie nere o Centoneri, in russo, черносотенцы, černosotency, furono un'organizzazione conservatrice, monarchica e tradizionalista ortodossa, sorta in Russia durante la rivoluzione del 1905. Ufficiosamente incoraggiati dal Governo, le Centurie nere vantavano nello zar Nicola II loro membro onorario, reclutavano le loro truppe tra i proprietari terrieri, i contadini ricchi (kulaki, coltivatori privati), la polizia e il clero: sostenevano l'autocrazia, la Chiesa ortodossa e il nazionalismo russo. Furono particolarmente attivi tra il 1905 e il 1911.